# Panax bipinnatifidus
Panax bipinnatifidus är en araliaväxtart som beskrevs av Berthold Carl Seemann. Panax bipinnatifidus ingår i släktet Panax och familjen Araliaceae.

## Underarter
Arten delas in i följande underarter:
- P. b. angustifolius
- P. b. bipinnatifidus